# François d'Astier de La Vigerie
Pour les articles homonymes, voir Astier.
Pour les autres membres de la famille, voir Famille d'Astier de La Vigerie.
François d'Astier de La Vigerie, né au Mans le 7 mars 1886 et mort à Paris 16e le 9 octobre 1956, est un général français. Il s'est distingué par ses faits d'armes dans la Résistance au cours de la Seconde Guerre mondiale qui lui ont valu d'être fait compagnon de la Libération.
Il est le frère d'Emmanuel et de Henri d'Astier de La Vigerie.

## Origines familiales
Sa famille, originaire du Vivarais, a été titrée sous la monarchie de Juillet par reprise d'un titre de 1825. Son père, le baron Raoul d'Astier de La Vigerie, ancien élève de l'École polytechnique, était officier d'artillerie. Sa mère, Jeanne, née Masson-Bachasson de Montalivet, était la petite-fille de Camille, comte de Montalivet, qui avait été ministre de l'Intérieur et ministre de l'Instruction Publique de Louis-Philippe : le père de Camille, Jean-Pierre de Montalivet, ami et ministre de l'Intérieur de Napoléon, était marié avec Adélaïde de Saint-Germain qui est classée par certains historiens parmi les enfants naturels de Louis XV.

## Jeunesse
L’enfance de François d’Astier s'est déroulée entre le domicile de ses parents, un hôtel particulier situé rue de La Baume dans le 8e arrondissement de Paris, et le château de Rançay à Niherne, demeure familiale située dans le Berry à une dizaine de kilomètres de Châteauroux. Après avoir effectué ses études secondaires au lycée Janson-de-Sailly, François d’Astier prépare et réussit le concours d’admission à l’École spéciale militaire de Saint-Cyr où il entre en octobre 1908 (promotion « Maroc »). Il en sort deux ans plus tard avec le grade de sous-lieutenant et commence sa carrière militaire dans la cavalerie, au 13e régiment de dragons.

## Première Guerre mondiale
Lieutenant en 1911, François d'Astier part en campagne en août 1914 comme chef de peloton au 3e escadron de son régiment de cavalerie. En mai 1915, il passe à l'état-major de la 1re brigade d'infanterie de la division marocaine où il effectue des reconnaissances de cavalerie au milieu des combats et assure brillamment les liaisons.
Le 1er janvier 1916, il entre dans l'aviation et obtient son brevet de pilote après quatre mois de formation. Au mois d'août de la même année, il est affecté à l'escadrille de chasse Nieuport 65 où il a Charles Nungesser comme camarade de combat. Après avoir pris le commandement de cette escadrille, il est promu capitaine le 4 avril 1917 et désigné pour former et commander l'escadrille SPA 88 appelée « Les Serpents ». Au cours de nombreux combats, il abat cinq avions ennemis ; il est lui-même deux fois grièvement blessé. Ses faits d'armes lui valent la croix de guerre et sept citations.

## Entre les deux guerres
À partir de 1919, François d'Astier occupe divers postes administratifs dans l'Armée de l'air et accomplit plusieurs missions à l'étranger, notamment en Finlande et en Italie.
De 1927 à 1929, il prend part à des opérations de guerre au Maroc et assure le commandement des centres d'aviation de Fès et du Sud-Marocain. En juin 1929, il porte un coup sévère à la dissidence lors des affaires d'Aït-Yacoub où, durant quinze jours, dans l'Atlas, à la tête de quatre escadrilles, il protège, ravitaille et sauve à plusieurs reprises un poste de cent hommes entièrement cernés par les rebelles. Deux fois cité à l'ordre de l'Armée, il est promu lieutenant-colonel à titre exceptionnel.
En 1931, il prend le commandement du 3e régiment d'aviation de chasse à Châteauroux. En septembre 1933, après un stage effectué au Centre des hautes études militaires, il est désigné pour exercer le commandement de la 3e brigade aérienne de chasse à Tours, avec le grade de colonel.
Promu général de brigade en 1936, il commande la 23e brigade aérienne. Il dirige ensuite le centre d'expériences de Reims puis il est placé, en 1938, à la tête de la 4e région aérienne.
Général de division le 1er mai 1939, il est nommé inspecteur général des Écoles et occupe la chaire d'aéronautique au collège des hautes études de la Défense nationale. À la veille de la déclaration de guerre, promu général de corps aérien, il assume un des commandements les plus importants de l'Armée de l'air.

## Seconde Guerre mondiale
En septembre 1939, le général Gamelin nomme François d'Astier à la tête de la zone d'opérations aériennes du Nord (Z.O.A.N) qui comprend les deux tiers des forces aériennes françaises et qui va subir la totalité de l'offensive allemande. En mai et juin 1940, il dirige la bataille aérienne de France.
Partisan de replier l'aviation en Afrique du Nord pour continuer la lutte, il rencontre, le 8 juin à Maintenon, l'amiral Darlan qui l'assure du concours de la flotte française, discours réitéré six jours plus tard à Montbazon.
Le 15 juin, à Bordeaux où s'est replié le gouvernement, il reçoit l'appui de Georges Mandel, ministre de l'Intérieur, mais son projet s'effondre le lendemain à la suite de la nomination de l'amiral Darlan au poste de ministre de la Marine dans le nouveau gouvernement formé par le maréchal Pétain.
Trahi par Darlan, il est relevé de son commandement et menacé d'arrestation par le général Pujo, nouveau ministre de l'Air. Il est alors contraint de s'éloigner de la France et d'accepter le commandement des forces aériennes du Maroc sous la surveillance des services de renseignements.
Le 4 juillet 1940, au lendemain de l'agression britannique contre les navires de la Marine française à Mers el-Kébir, qui tue près de 1 300 militaires français, François d'Astier refuse d'effectuer des représailles contre les navires anglais stationnés à Gibraltar. En août, il refuse de signer le mandat d'informer contre un officier de son état-major, le lieutenant Pierre Mendès France, accusé de désertion. Son insubordination engendre sa mise à l'écart par l'État-Major de l'Armée française. François d'Astier est relevé de son commandement le 23 août 1940.
Rentré en France, il se mêle aux activités de La Dernière Colonne, petit groupe de résistants que dirige son frère Emmanuel, qui comprend notamment Lucie et Raymond Aubrac mais également Jean-Annet et Bertrande d'Astier, les propres enfants de François : Rançay, la propriété de François d'Astier, est une antenne de l'organisation qui devient quelques mois plus tard Libération-Sud, un des plus vastes mouvements de la Résistance. Le 9 mai 1941, il prend courageusement la défense de Pierre Mendès France lors de son procès.
En mai 1942, son frère Emmanuel lui apporte de Londres une lettre du général de Gaulle l'appelant à le rejoindre. Après plusieurs tentatives manquées, il réussit à gagner Londres par Lysander, le 18 novembre 1942. Le 1er décembre, il est nommé adjoint au général de Gaulle et membre du Haut comité militaire.
Du 19 au 22 décembre 1942, il est en mission à Alger où il est chargé d'étudier la situation et de préparer la venue du général de Gaulle en Afrique du Nord. Il y rencontre plusieurs personnalités dont le comte de Paris, le général Giraud et l’amiral Darlan, haut-commissaire pour l’Afrique du Nord, dont il constate l’impossibilité d’obtenir son retrait volontaire. Ses entrevues secrètes avec son frère Henri d'Astier et le comte de Paris aboutissent, le 24 décembre, à l'élimination de l'amiral Darlan.
Le 3 juillet 1943, un mois après l'installation du général de Gaulle à Alger, François d'Astier est nommé commandant des Forces militaires françaises en Grande-Bretagne puis, le 16 octobre, commandant supérieur des troupes françaises en Grande-Bretagne. Le 3 décembre 1943, il est nommé délégué militaire à Londres du Comité d'action en France, le COMIDAC, et délégué auprès du Haut-Commandement interallié pour les questions d'administration militaire en France sur le théâtre d'opérations Nord.
En janvier 1944, il étudie et prépare, auprès du général Eisenhower, la participation militaire française aux futures opérations de débarquement.
En avril 1944, il est rappelé par le général de Gaulle à Alger et remplacé à Londres par le général Koenig. Envoyé en mission en Espagne en juin, il retourne à Londres le 20 juillet 1944 puis rejoint le général de Gaulle après la libération de Paris.
François d'Astier est fait compagnon de la Libération le 8 novembre 1944.

## Après-guerre

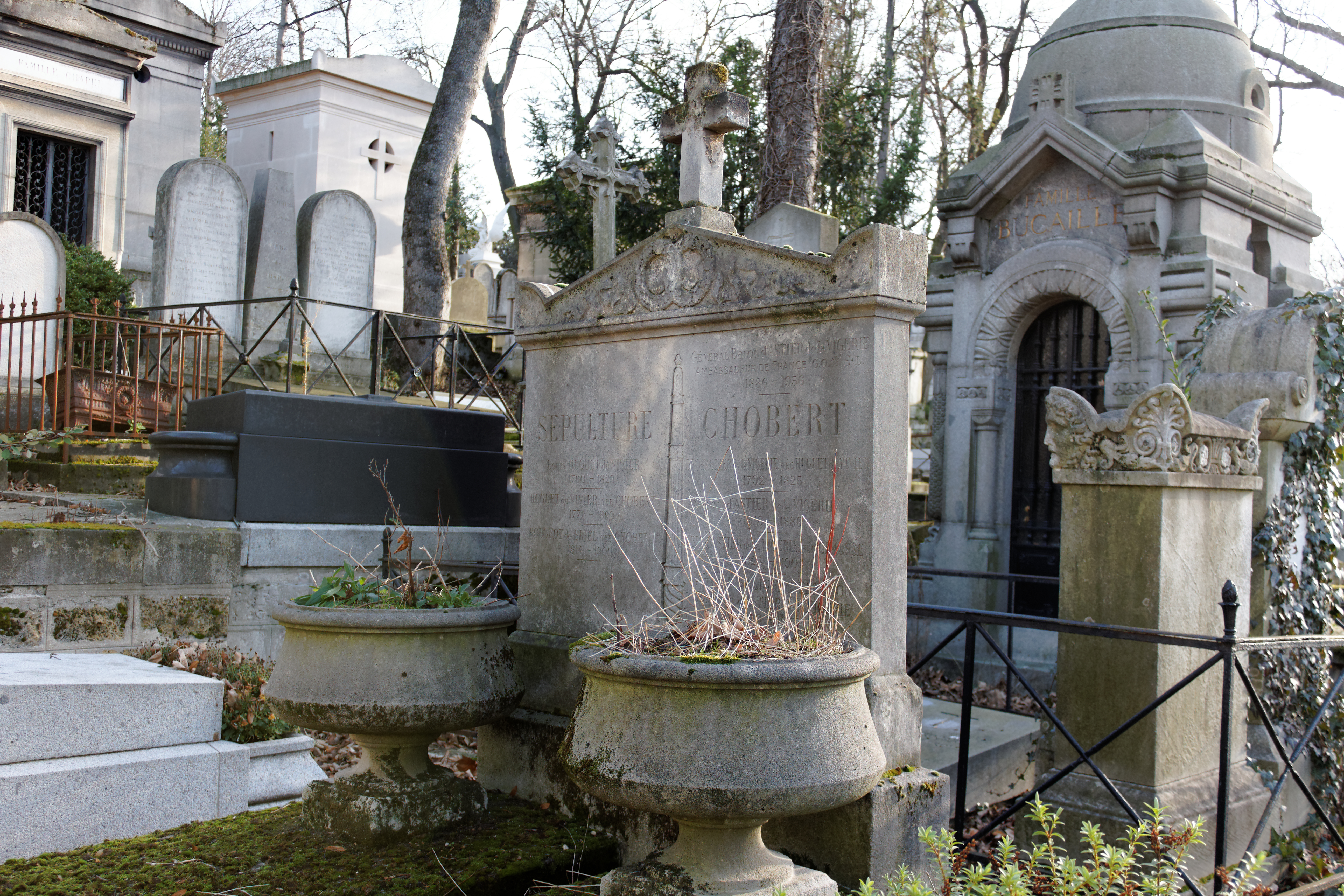
Tombe au cimetière du Père-Lachaise.

Nommé ambassadeur de France à Rio de Janeiro le 8 novembre 1944, il milite à partir du mois de mars 1946 en faveur du retour au pouvoir du général de Gaulle — il fonde l'Union gaulliste avec René Capitant — jusqu'à sa mort en 1956. Il est inhumé au cimetière du Père-Lachaise (10e division),.

## Famille
- Il épouse Anne de Salignac-Fénelon (1890-1952) en 1910, avec laquelle il a six enfants (dont Adélaïde, Bertrande, Marie-Josephe, Guillemette, Jean-Annet) parmi lesquels trois ont été décorés pour faits de résistance, notamment Jean-Annet d'Astier de La Vigerie.

Fait unique dans l'ordre de la Libération, ses frères Emmanuel et Henri sont également compagnons de la Libération.

## Décorations
- Grand officier de la Légion d'honneur
- Compagnon de la Libération
- Croix de guerre 1914–1918 (9 citations)
- Croix de guerre des Théâtres d'opérations extérieurs (2 citations)
- Médaille interalliée de la Victoire
- Air Force Cross (GB)
- Chevalier de l'ordre de la Couronne avec glaives (Roumanie)
- Croix de la Rose Blanche de Finlande de 1ère classe

## Publications
- Les Cahiers de la France Libérée, 1946
- Mermoz, 1946
- Le ciel n'était pas vide, 1952